# Chatonnay (Jura)
Chatonnay is een plaats en voormalige gemeente in het Franse departement Jura (regio Bourgogne-Franche-Comté) en telt 63 inwoners (2009). De plaats maakt deel uit van het arrondissement Lons-le-Saunier. Chatonnay is op 1 januari 2017 gefuseerd met de gemeenten Fétigny, Légna en Savigna tot de gemeente Valzin en Petite Montagne. 

## Geografie
De oppervlakte van Chatonnay bedraagt 2,8 km², de bevolkingsdichtheid is dus 22,5 inwoners per km².
De onderstaande kaart toont de ligging van Chatonnay (Jura) met de belangrijkste infrastructuur en aangrenzende gemeenten.

## Demografie
Onderstaande figuur toont het verloop van het inwonertal (bron: INSEE-tellingen).